# Blechbremsung
Eine Blechbremsung ist eine ultimative Bremsmöglichkeit für einen PKW z. B. bei einer Bergabfahrt. Dabei schrammt der Fahrer vorsätzlich mit dem Auto an einer Mauer, Felswand, Leitplanke oder Ähnlichem so lange entlang, bis der Wagen steht.
Die Blechbremsung wird nur angewandt, wenn andere Bremsmöglichkeiten nicht zum Erfolg führen, da mit ihr in der Regel schwere Schäden am PKW einhergehen. Hauptanwendungsfall ist ein Bremsenausfall auf dem Bergabweg. Zunächst sollte der Fahrer aber versuchen, mit dem Bremspedal mehrmals zu pumpen, um die Dampfblasen in der Bremsflüssigkeit zu komprimieren. Gleichzeitig sollte er zurückschalten und den Fuß vom Gaspedal nehmen, um die Motorbremse zu nutzen. Außerdem kann versucht werden mit der Handbremse die Geschwindigkeit zu drosseln. Hilft dies nicht, kann der Fahrer versuchen, eine bergauf führende Abzweigung (wo vorhanden eine Notfallspur) oder eine die Fahrt ansonsten bremsende Abzweigung, etwa einen Feldweg, anzusteuern. Hilft auch dies nicht, bleibt unter Umständen nur die Blechbremsung.
Eine Blechbremsung wird zwar von Experten für den Notfall empfohlen, nicht professionelle Fahrer scheuen sich allerdings in aller Regel, diese Methode anzuwenden und sind in der entsprechenden psychischen Notsituation regelmäßig überfordert.